# 妙護会
妙護会（みょうごかい）は、創価学会員の介護福祉士などの資格を所持している者が所属している職業別の人材グループである。
妙護グループとも呼ばれる。

## 概要
妙護会（みょうごかい）は、創価学会員の介護福祉士などの資格を所持している者などにより構成されており、創価学会の理念や歴史を学び、それらを地域や社会に広げるためにボランティアで活動している。